# Sulejówek
Sulejówek es una ciudad de Polonia, en Mazovia.  La ciudad forma también el  distrito  urbano (Gmina) del mismo nombre, perteneciente al condado (Powiat) de Mińsk. Se encuentra aproximadamente a 18 kilómetros al este de Varsovia, de cuya área metropolitana forma parte. Su población es de 18 656 habitantes.
La ciudad es conocida en Polonia como el lugar donde vivió Józef Piłsudski entre los años 1923 y 1926.

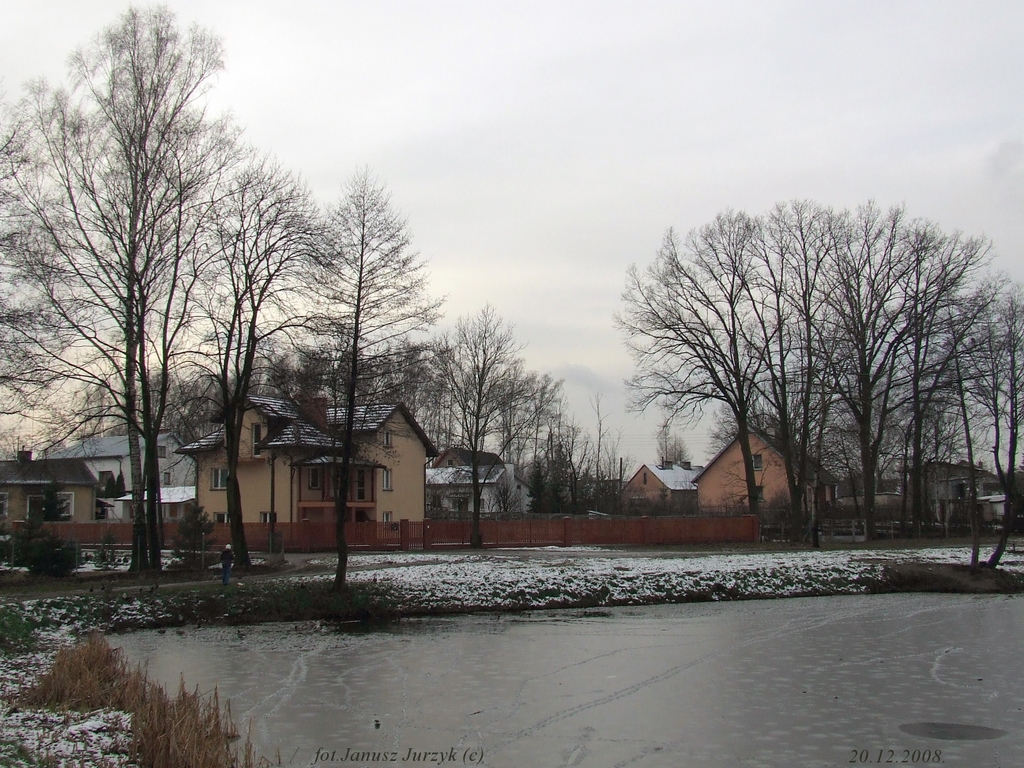